# Nationalliga 1973-1974
L'edizione 1973-74 della Nationalliga (A) vide la vittoria finale del VOEST Linz.
Capocannoniere del torneo fu Johann Krankl del Rapid Vienna con 36 reti.

## Classifica finale
|    | Classifica              | G  | V  | N  | P  | GF | GS | Pt |
| -- | ----------------------- | -- | -- | -- | -- | -- | -- | -- |
| 1  | VOEST Linz              | 32 | 18 | 11 | 3  | 51 | 28 | 47 |
| 2  | FC Wacker Innsbruck     | 32 | 19 | 8  | 5  | 57 | 21 | 46 |
| 3  | Rapid Vienna            | 32 | 18 | 9  | 5  | 74 | 33 | 45 |
| 4  | Austria Vienna/WAC      | 32 | 16 | 7  | 9  | 59 | 37 | 39 |
| 5  | Sturm Graz              | 32 | 14 | 6  | 12 | 28 | 35 | 34 |
| 6  | Donawitzer SV Alpine    | 32 | 13 | 7  | 12 | 51 | 48 | 33 |
| 7  | Admira Wacker           | 32 | 11 | 9  | 12 | 50 | 48 | 31 |
| 8  | SV Austria Salisburgo   | 32 | 10 | 11 | 11 | 35 | 35 | 31 |
| 9  | Linzer ASK              | 32 | 11 | 8  | 13 | 38 | 48 | 30 |
| 10 | Wiener Sport-Club       | 32 | 10 | 9  | 13 | 43 | 60 | 29 |
| 11 | 1. Simmeringer SC       | 32 | 10 | 8  | 14 | 49 | 47 | 28 |
| 12 | Grazer AK               | 32 | 9  | 10 | 13 | 31 | 41 | 28 |
| 13 | SC Eisenstadt           | 32 | 11 | 6  | 15 | 36 | 52 | 28 |
| 14 | Austria Klagenfurt      | 32 | 8  | 11 | 13 | 33 | 44 | 27 |
| 15 | Radenthein/Villacher SV | 32 | 6  | 14 | 12 | 33 | 40 | 26 |
| 16 | First Vienna FC         | 32 | 8  | 8  | 16 | 38 | 54 | 24 |
| 17 | FC Vorarlberg           | 32 | 5  | 8  | 19 | 31 | 66 | 18 |

## Verdetti
- VOEST Linz Campione d'Austria 1973-74.
- FC Wacker Innsbruck, Sturm Graz e Rapid Vienna ammesse alla Coppa UEFA 1974-1975.
- A causa della ristrutturazione del campionato che la federazione voleva più nettamente nazionale, furono ammesse alla successiva stagione di massima divisione 10 squadre su base regionale, in modo che ciascun stato federato avesse almeno una squadra nella Bundesliga. Ciò comportò una retrocessione di massa di squadre viennesi.